# 東国正韻
東国正韻（とうごくせいいん）は、1448年（正統13年、世宗30年）に頒布された朝鮮の韻書である。

## 書誌
- 紙：楮紙。
- 体裁：縦31.9cm，横19.8cm。
- 板匡：半葉縦23.3cm，横16.2cm、四周単辺、無界、上下内向黒魚尾。
- 半葉の行数・字数：序文は半葉9行、1行15字。本文は半葉7行、1行11字。
- 活字：序文は金属活字である初鋳甲寅字（小字）、本文の見出し字は甲寅字（大字）の木活字。本文のハングルの字体は訓民正音解例の字体と同じであり、今日において母音字母の短い棒で書かれる部分が黒い丸で表されている。
- 巻数：6巻。「礼・楽・射・御・書・数」の巻次が与えられている。

## 解題
東国正韻は1446年に訓民正音が頒布された翌年の1447年に完成し、1448年陰暦11月に頒布された。編纂には申叔舟・崔恒・成三問・朴彭年・李塏・姜希顔・李賢老・曹変安・金曾が当たっており、訓民正音解例の編纂に関わった学者が東国正韻の編纂にも関与していることが分かる。「東国正韻」の名は中国の韻書である『洪武正韻』（1375年）に対して東国（朝鮮）の標準的な韻書であるという意味から付けられた。
東国正韻の原刊本は、1941年に慶尚北道の民家で巻1と巻6の2冊のみが零本で発見され（韓国の国宝71号、澗松美術館所蔵）、何人かの研究者が欠落部分の復原を試みたりもした。完本は1972年に江原道江陵の沈教万氏宅で発見され、現在は建国大学校図書館に所蔵され、国宝142号に指定されている。

## 東国正韻式漢字音
東国正韻に示された漢字音は古来朝鮮で用いられている実際の朝鮮漢字音（伝来漢字音・現実漢字音）ではなく、人工的に作り出されたものである。これを一般に東国正韻式漢字音と呼ぶ。東国正韻の編纂者たちは朝鮮の伝来漢字音を「訛り」と捉えてこれを正すべきものと考え、本来のあるべき理想の標準音を東国正韻式漢字音として提示した。『東国正韻』序文において指摘されている伝来漢字音の「訛り」とは、以下のものである。
1. 渓母（[kʰ]）の大半が見母（[k]）に入っている。
2. 渓母（[kʰ]）の一部が暁母（[x]）に入っている。
3. 濁声がない。
4. 四声において上声と去声の別がない。
5. 入声のうち端母（[t]）で終わるべきものが来母（[l]）で終わっている。
6. 舌頭音と舌上音、重唇音と軽唇音、歯頭音と正歯音が分かれていない。

### 体系
東国正韻式漢字音の体系において特徴的なことは、漢字音を初声・中声・終声の3部位に分割している点である。音韻学で漢字音を声母と韻母の2部位に分割するのとは異なっており、当時の学者が漢字音の解釈において音韻学をそのまま援用しなかったことが窺える。また、朝鮮語の表記とは異なり、漢字音の表記にあっては初声・中声・終声の3部位すべてを兼ね備えており終声を持たない漢字音がないことも、東国正韻式漢字音の特徴の1つである。東国正韻式漢字音は中古音の音韻体系を理想音としつつも、『古今韻会挙要』（1297年）、『洪武正韻』（1375年）の体系や朝鮮の伝来漢字音の音形も考慮に入れる形で作られたと思われる。

#### 声母
ローマ字は福井玲式の翻字（以下同じ）。
|          | 唇音     | 舌音     | 半舌音  | 歯音     | 歯音     | 半歯音  | 牙音     | 喉音     |
| -------- | -------- | -------- | ------- | -------- | -------- | ------- | -------- | -------- |
| 全清     | 彆 ㅂ b  | 斗 ㄷ d  |         | 即 ㅈ j  | 戍 ㅅ s  |         | 君 ㄱ g  | 挹 ㆆ x  |
| 次清     | 漂 ㅍ p  | 呑 ㅌ t  |         | 侵 ㅊ c  |          |         | 快 ㅋ k  | 虚 ㅎ h  |
| 全濁     | 歩 ㅃ bb | 覃 ㄸ dd |         | 慈 ㅉ jj | 邪 ㅆ ss |         | 虯 ㄲ gg | 洪 ㆅ hh |
| 不清不濁 | 弥 ㅁ m  | 那 ㄴ n  | 閭 ㄹ r |          |          | 穣 ㅿ z | 業 ㆁ q  | 欲 ㅇ '  |

声母の体系は訓民正音の初声と同じ23字母体系であり、中古音の三十六字母体系と異なる。字母は中国音韻学における字母を用いず、訓民正音に示された字母を用いている。従って、例えば中国音韻学における見母は東国正韻では君母、渓母は快母のように表される。声母に関する特徴は以下の通りである。
1. 全濁音
東国正韻では全濁ㄲ，ㄸ，ㅃ，ㅉ，ㅆ，ㆅを認めている。東国正韻で言う濁音の性質についてであるが、『東国正韻』序文に「我國語音、其清濁之辨、與中国無異、而於字音獨無濁聲（朝鮮語音の清濁の区別は中国と同じであるが、漢字音にのみ濁声がない）」とあり、朝鮮語における「全濁音」は有声音ではなく濃音として捉えていたようである。
2. ㅋ（快母）
渓母（[kʰ]）は伝来漢字音では「쾌」を除いてすべてㄱ（君母；[k]）で現れるが、東国正韻では中古音に従いㅋ（快母；[kʰ]）としている。
3. 舌頭音と舌上音、重唇音と軽唇音、歯頭音と正歯音
舌頭音（端組）と舌上音（知組）の別、重唇音（幇組）と軽唇音（非組）の別、歯頭音（精組）と正歯音（照組）の別（従って照組二等〔荘組〕と照組三等〔章組〕の別も）はない。しかしながら、唇音の重軽については訓民正音解例にその記述があり、『洪武正韻訳訓』（1455年）ではすでに重唇音（ㅂ，ㅍ，ㅃ，ㅁ）と軽唇音（ㅸ，ㆄ，ㅹ，ㅱ）、歯頭音（ᄼ，ᄽ，ᅎ，ᅔ，ᅏ）と正歯音（ᄾ，ᄿ，ᅐ，ᅕ，ᅑ）の字が用いられている（歯頭音と正歯音については『月印釈譜』巻頭に附された訓民正音諺解にも記述がある）ことから、これらの字母は訓民正音創製のほぼ同時期にすでに存在していたことが窺える。
4. ㆁ（業母）
喩母（[j]）三等が東国正韻ではㆁ（業母；[ŋ]）となっている。『古今韻会挙要』において喩母三等の反切上字が疑母（[ŋ]）と通じており、東国正韻もこれに従った形になっている。なお、牙音であるㆁの字形がㄱに依拠せず喉音であるㅇに依拠した理由が、韻書における喩母と疑母の混同を反映したものであることは、訓民正音解例の制字解に「牙之ㆁ雖舌根閉喉聲氣出鼻、而其聲與ㅇ相似、故韻書疑與喩多相混用、今亦取象於喉、而不爲牙音制字之始（牙音のㆁは舌根が喉を閉ざし声・気が鼻に抜けるが、その声がㅇに似ているので韻書では疑母と喩母が多く混用される。ここでも同じく喉音から形をとり、牙音を字形の基としなかった）」とある通りである。

#### 韻母
韻母は中声と終声からなる。中声には以下の音が用いられている。
| 基本字母    | ㆍ @  | ㅡ y  | ㅣ i | ㅗ o  | ㅏ a   | ㅜ u  | ㅓ e  | ㅛ io | ㅑ ia | ㅠ iu  | ㅕ ie    |
| 二字合用(1) | ㆎ @i | ㅢ yi |      | ㅚ oi | ㅐ ai  | ㅟ ui |       |       |       | ㆌ iui | ㅖ iei   |
| 二字合用(2) |       |       |      |       | ㅘ oa  |       | ㅝ ue |       |       |        | ㆊ iuie  |
| 三字合用    |       |       |      |       | ㅙ oai |       |       |       |       |        | ㆋ iuiei |

終声には以下の音が用いられている。
| 平上去声 | ㆁ q | ㄴ n  | ㅁ m | ㅇ ' | ㅱ w |
| 入 声    | ㄱ g | ㅭ rx | ㅂ b |      |      |

中声と終声を組み合わせた韻母は、26韻目91韻に分かれている。26韻目は以下の通りである（入声は韻目のみ表示し、収録韻は省略した）。
|    | 韻目         | 収録韻              |  |    | 韻目     | 収録韻           |
| -- | ------------ | ------------------- |  | -- | -------- | ---------------- |
| 1  | 搄肯亙亟     | yq，iq，@iq         |  | 14 | 甘感紺閤 | am               |
| 2  | 觥礦横虢     | oiq                 |  | 15 | 箝檢劒劫 | em，iem          |
| 3  | 肱○○國       | uiq                 |  | 16 | 高杲誥   | ow，iow          |
| 4  | 公拱貢穀     | oq，ioq             |  | 17 | 鳩九救   | uw，iuw          |
| 5  | 江講絳覺     | aq，iaq，oaq        |  | 18 | 貲紫恣   | @'，i'，@i'，yi' |
| 6  | 弓重[言穹]匊 | uq，iuq             |  | 19 | 傀隗儈   | oi'              |
| 7  | 京景敬隔     | ieq，iuieq          |  | 20 | 佳解蓋   | ai'，oai'        |
| 8  | 根懇艮訖     | @n，yn，in          |  | 21 | 嬀軌媿   | ui'，iui'        |
| 9  | 昆袞睔骨     | on                  |  | 22 | 雞啓罽   | iei'，iuiei'     |
| 10 | 干笴旰葛     | an，oan             |  | 23 | 孤古顧   | o'               |
| 11 | 君攟攈屈     | un，iun             |  | 24 | 歌哿箇   | a'，ia'，oa'     |
| 12 | 鞬寋建訐     | en，ien，uen，iuien |  | 25 | 拘矩屨   | u'，iu'          |
| 13 | 簪[疒辛]譖戢 | @m，ym，im          |  | 26 | 居擧據   | e'，ie'          |

韻母の配列は終声の五音の順序「ㆁ（ㄱ），ㄴ（ㅭ），ㅁ（ㅂ），ㅱ，ㅇ」に従っているため、中国の韻書とは順序が大幅に異なっている。韻目は原則的に『古今韻会挙要』の各韻の第一字から取っている。韻母に関する特徴は以下の通りである。
1. 韻の統合・分離
例えば古今韻会挙要の江韻と陽韻は東国正韻では江韻に一本化されるなど韻の統合が見られ、逆に古今韻会挙要の庚・青韻・蒸韻の3つが東国正韻では搄韻・觥韻・肱韻・京韻の4つに細分されるなど、韻の統合・分離が見られる。
2. 合口の介音
合口の介音は伝来漢字音では牙音・歯音・喉音にのみ現れるが、東国正韻式漢字音では舌音にも現れる。
3. 中声ㆊ、ㆋ
これらの音に現れるㅠは撮口呼の前段階の音（[iu]の類）を反映したものと推測されるが、主母音が2つあるこれらの音（[jujə]、[jujəi]）は実際には1音節で発音するのが不可能だったと思われる。
4. 終声ㅇ、ㅱ
母音で終わる韻のうち果摂・仮摂・蟹摂・止摂・遇摂の諸韻は、終声ㅇを持ち、韻尾に[-u]を持つ流摂・効摂の諸韻は終声ㅱを持つ。「ㅇ」は喉音、「ㅱ」は唇音の下に「ㅇ」を連書した唇軽音でともに子音に属すはずであるが、実際の諸文献では後接する語尾等が母音に付く形で現れるので、これらの諸韻は母音で終わる韻として扱われていたようである。
5. 終声ㅭ
中古音の入声[t]は東国正韻式漢字音ではㅭ（「以影補来」と呼ばれる）で示されている。伝来漢字音はㄹであるが、ㄹにㆆを附したのは、本来入声であるこの音は閉鎖音であるのに伝来漢字音の流音ㄹでは閉鎖が伴わないため、入声の閉鎖音的な特性を持たせるためにㆆを付け加えたものと考えられる。いわば中国漢字音と朝鮮漢字音の折衷であるが、入声[t]をㅭで写すことについては訓民正音解例の終声解に「半舌之ㄹ、當用於諺、而不可用文。如入聲之彆字、終聲當用ㄷ（半舌のㄹは朝鮮語に用いるべきであって漢語に用いるべきでない。入声の「彆」などは終声にㄷを用いるべきである）」とあり、当時の学者の間で見解の違いのあったことが窺える。

### 東国正韻式漢字音の使用
東国正韻式漢字音は漢字音の規範として極めて重要視され、『釈譜詳節』（1447年）、『月印千江之曲』（1447年）を始めとしてハングル文献はことごとくこの東国正韻式漢字音によって漢字音が示された。しかし、現実の漢字音を反映していないこの漢字音の使用は急速に廃れ始め、東国正韻頒布28年後に刊行された『五大真言』（1476年）では洪武正韻訳訓音による注音が、『六祖法宝壇経諺解』（1496年）では伝来漢字音による注音が早くもなされ、16世紀に入ると東国正韻式漢字音は使用されなくなった。